# Velezzo Lomellina
Velezzo Lomellina là một đô thị ở tỉnh Pavia trong vùng Lombardia, có cự ly khoảng 50 km về phía tây nam của Milan và khoảng 35 km về phía tây của Pavia. Tại thời điểm ngày 31 tháng 12 năm 2004, đô thị này có dân số 113 người và diện tích là 8,6 km².
Đô thị Velezzo Lomellina có các frazione (subdivision) Campalestro.
Velezzo Lomellina giáp các đô thị: Cergnago, Lomello, Olevano di Lomellina, San Giorgio di Lomellina, Semiana, Valle Lomellina, Zeme.